# Madikehosahalli, Arkalgud
Madikehosahalli là một làng thuộc tehsil Arkalgud, huyện Hassan, bang Karnataka, Ấn Độ.